# Herman van der Kloot Meijburg
Herman van der Kloot Meijburg (Oudshoorn, 21 oktober 1875 - Scheveningen, 19 april 1961) was een Nederlands architect.

## Leven en werk
Van der Kloot Meijburg studeerde aan de Academie van Beeldende Kunsten in Rotterdam, waarna hij zich als zelfstandig architect vestigde te Rotterdam. Hij verwierf een zeer drukke praktijk, waar hij zich onder meer heeft beziggehouden met restauratiewerk. Tal van kerken waaronder vele dorpskerkjes, de Nieuwe Kerk te Delft en de Voorburgse buitenplaats Hofwijck zijn door hem gerestaureerd. Ook nieuwbouw is door hem tot stand gebracht, waaronder enige kerken en scholen, verder landhuizen en complexen volks- en middenstandswoningen. 
Ontwerper van de Wilhelminalantaarn die heden staat in Park Hofrust in Rijswijk, maar ooit stond op de kruising Willemstraat-Lindelaan. Hij is een representant van de Nieuwe Haagse School.
Van 1911 tot 1931 woonde Van der Kloot Meijburg in Voorburg, waar hij aan verschillende projecten werkte. Hieronder waren zijn eigen woonhuis De Burcht (Parkweg 7), dat hij vanaf 1921 bewoonde, projecten van de woningbouwvereniging Huiselijk Geluk (Dr. Blookerstraat, Rusthoflaan, Rembrandtlaan, Vondelstraat), de Wilhelmina Mulo (hoek Rozenboomlaan en Parkweg; gesloopt), het ombouwen van een woon- en werkplaats tot een volwaardige bankinrichting voor de Nutsspaarbank in de Herenstraat 104, en een plan voor bebouwing van de Binnen- en Bovenveenpolder (niet uitgevoerd). Bij veel projecten in Voorburg ontwierp Vilmos Huszàr de glas-in-loodramen en kleurstelling van de gebouwen.
Van der Kloot Meijburg werd in 1909 benoemd tot lid van de Koninklijke Nederlandse Oudheidkundige Bond; in 1923 tot ridder in de Orde van Oranje-Nassau; en in 1924 tot lid van het Koninklijk Zeeuwsch Genootschap der Wetenschappen. In 1934 ontving hij de gouden erepenning van het Fonds Gijsberti Hodenpijl. In 1940 werd hij erelid van de Bond van Nederlandse Architecten.
Hij publiceerde de boeken 
- "Onze oude boerenhuizen"
- "Onze oude dorpskerken"
- "Bouwkunst in de Stad en op het Land";
- "Landhuisbouw in Nederland"
- "De Nieuwe kerk te Delft".

Jarenlang was hij secretaris van de roeivereniging R.V. Nautilus te Rotterdam. Hij ontwierp in 1923 het club- en botenhuis van Nautilus aan de Oude Plantage en nam hiermee in 1924 deel aan de Olympische Zomerspelen in Parijs.
Van der Kloot-Meijburg trouwde in 1905 met Johanna Sprengel. Hun zoon L.H.H. van der Kloot Meyburg (1911-) was eveneens architect.

### Foto's van bouwwerken van Kloot Meijburg

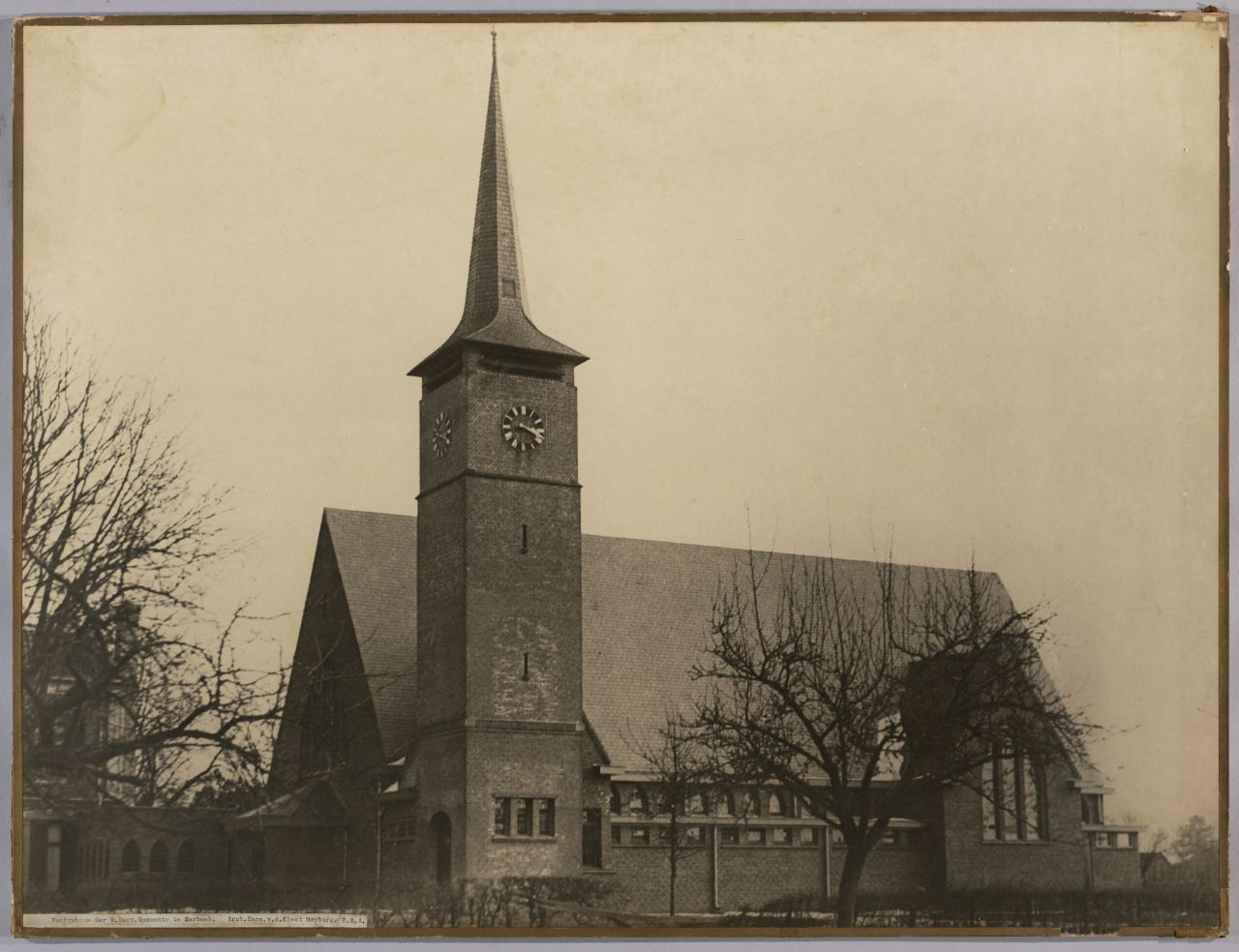
Kerk Eerbeek (1930)
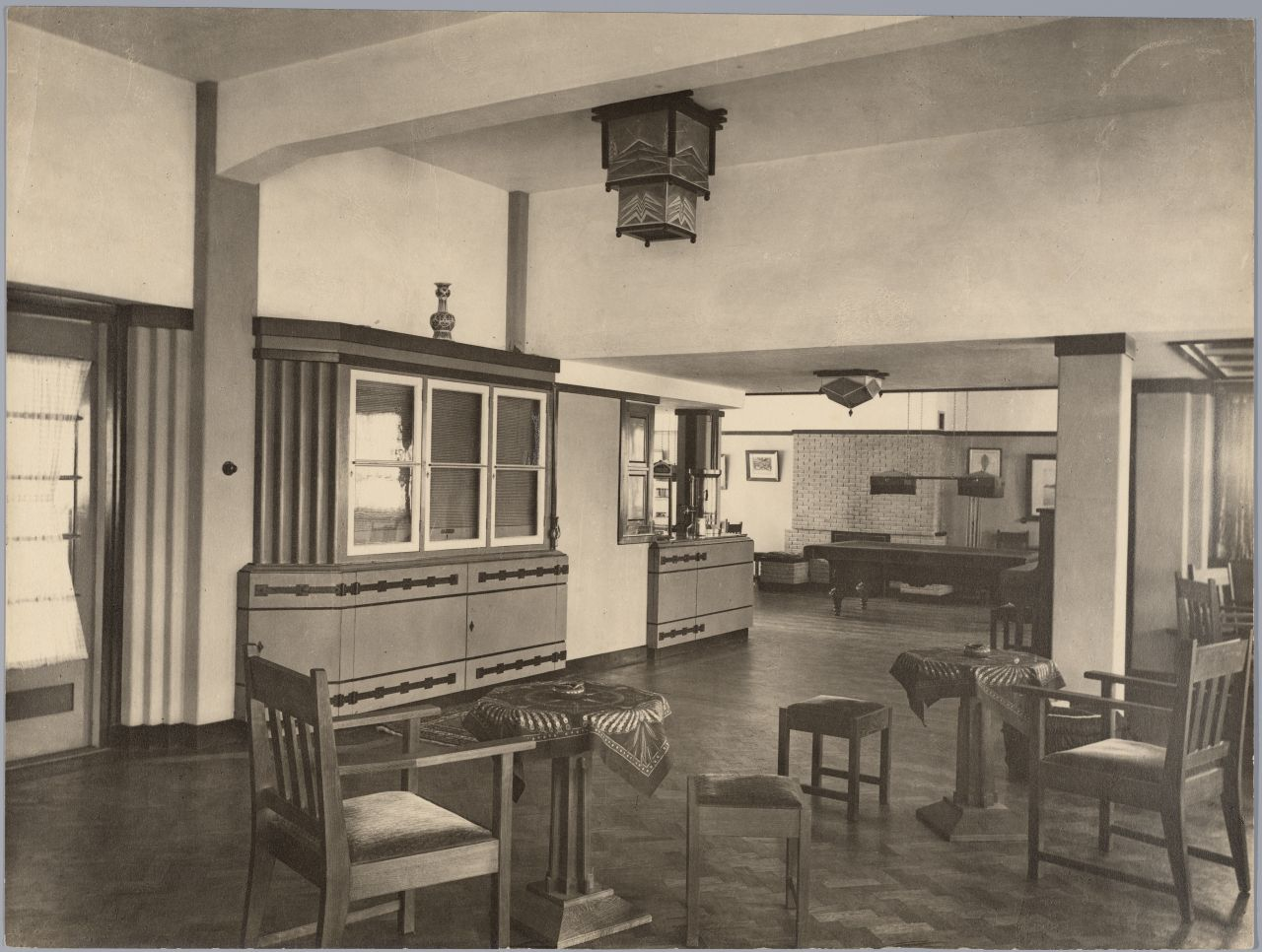
Clubgebouw Roeivereniging Nautilus Rotterdam